# 藤巻進
藤巻 進（ふじまき すすむ、1951年2月17日 - ）は、日本の政治家。元長野県軽井沢町長（3期）、元軽井沢町議会議員（3期）。

## 来歴
長野県軽井沢町出身。1969年（昭和44年）3月、長野県軽井沢高等学校卒業。1971年（昭和46年）3月、幼少時のヤケド治療のため東洋大学経済学部を中退。1973年（昭和48年）4月、有限会社塩沢遊園に勤務。1988年（昭和63年）4月、軽井沢高原文庫理事長に就任。なお、塩沢遊園は1996年（平成8年）7月に軽井沢タリアセンに改称している。
1995年（平成7年）、軽井沢町議会議員に初当選。町議を3期務めた。
2007年（平成19年）5月から2010年（平成22年）11月まで一般社団法人軽井沢観光協会会長を務めた。
2011年（平成23年）1月23日に行われた軽井沢町長選挙に立候補し、新人2候補を破り初当選した。2月10日、町長就任。2015年（平成27年）、無投票により再選。
2019年（平成31年）1月27日に行われた町長選挙で元町議の西千穂を破り3選。投票率は44.61％で過去最低を更新した。
2023年〈令和5年〉1月22日、軽井沢町長選で4期目を目指したが、会社社長の土屋三千夫に敗れた。
※当日有権者数：17,567人 最終投票率：55.22%（前回比：+10.61pts）
| 候補者名   | 年齢 | 所属党派 | 新旧別 | 得票数  | 得票率 | 推薦・支持 |
| ---------- | ---- | -------- | ------ | ------- | ------ | ---------- |
| 土屋三千夫 | 65   | 無所属   | 新     | 3,995票 | 41.2%  |            |
| 藤巻進     | 71   | 無所属   | 現     | 2,599票 | 26.8%  |            |
| 押金洋仁   | 55   | 無所属   | 新     | 2,452票 | 25.3%  |            |
| 下田修平   | 45   | 無所属   | 新     | 605票   | 6.2%   |            |

2024年、旭日双光章受章。